# Petrinja
Petrinja és una ciutat de Croàcia ubicada al comtat de Sisak-Moslavina, a la regió història de Banovina.
El 2001 tenia 23.413 habitants, dels quals un 82,35% són croates. El municipi està compost per diversos llocs, tenint la vila estricta 13.801 habitants. Fou escenari de batalles durant la Guerra de Croàcia.